# 심리 검사
심리검사(心理檢査,psychological testing)란 능력, 성격, 흥미, 태도 등과 같은 심리적 구성개념(psychological constructs)을 수량화하기 위해서 표준화된 측정도구를 말한다.
한편 심리검사는 개인 또는 집단의 심리적 특성이나 이슈를 측정하는 도구로 심리평가 도구로 볼수도 있다. 지능 검사, 성격 검사 등이 있다.

## 심리검사의 정의
심리적 구성개념심리적 구성개념이란 심리학자들이 사용하는 추상적이고 가설적인 개념으로서 직접 측정하는 것이 불가능하다. 키나 몸무게 같은 물리적 속성은 줄자나 체중기를 사용해 직접 그 크기를 측정할 수 있다. 그러나 개인의 '성실성'이나 '외향성'등의 심리적인 속성들은 추상적인 것으로서, 직접적으로 측정할 수 없다. 심리학자들은 물리적 속성과 심리적 속성을 구분하여 심리적 속성을 심리적 '구성개념'이라고 부르며 '조작적 정의'를 사용한다. 심리검사는 사람의 반응을 관찰함으로써 '성실성의 정도' 또는 '외향성의 정도'등 심리적 상태를 추론(推論,inference)하여 객관화하는데 사용한다.
표준화표준화 심리검사란 관찰가능한 현상으로부터 경험적으로 작성되어 실시 및 사용을 위한 사회과학적으로 검증가능한 체계화된 지침이 있고 그러한 척도화된 규준 및 신뢰도와 타당도의 자료가 제시되는 검사를 의미한다.
측정측정이란 대상 자체가 아니라 그 대상의 속성(attribute)에 수치를 할당하는 과정이다. 예를 들면 우리가 키나 몸무게를 측정한다는 것은 그 사람의 키나 몸무게 같은 '물리적 속성'을 재는 것이지 '그 사람 자체'를 재는 것이 아니다. 성격 검사에 있어서 측정은 성실성, 내향성 및 외향성, 직무스트레스, 직무만족, 조직몰입, 리더십, 불안, 지능, 친밀감, 공격성 같은 심리적 구성개념의 속성을 재는 것이다.
한편 구성개념의 측정은  여러 가지 접근방법의 가능성 및 측정의 오차 가능성과 척도 단위의 한계에서 관찰가능한 범위와 현상들간에 상호 논리적으로 척도화해야한다.

## 심리검사의 용도
심리검사는 현재의 내적인 심리적 속성이나 특성을 진단하는 기능을 가지고 있으며, 이런 진단을 통해 향후 행동을 예측할 수 있다.

교육장면
심리검사를 개발하게 된 이유는 정신지체아를 감별하는 것이었다. 현재는 정신지체자나 영재아를 찾아낼 때, 낙제자를 진단할 때, 고등학생과 대학생을 상대로 교육 및 직업을 상담해 줄 때 사용된다.
임상 및 상담장면임상장면은 심리적 질환자의 진단과 감별을 위해 심리검사를 이용한다. 다양한 종류의 정서적 혼란을 겪는 사람들, 반사회적 성격이나 기타 다양한 유형의 행동 이탈자를 밝혀 내는 데에도 검사가 사용된다.
산업장면산업체의 인사선발과 분류도 심리검사를 사용하는 중요한 분야이다. 조립공, 일반사무직에서부터 최고경영자에 이르기까지 어떤 직무이든 채용과 업무배정, 부서이동, 승진, 퇴직 등의 문제에 심리검사가 유용하지 않은 직무는 거의 없다. 심리검사는 전체 인사프로그램에서 중요한 부분을 차지한다.

## 심리검사의 역사
첫 번째 대규모 심리검사 시험은 중국에서부터 시작 되었다. 심리테스트 초기 형태는 중국 제국 시험에서 민법과 재정정책 등에 대한 순력도를 바탕으로 후보자를 평가했다. 이것보다 더 빠른 심리테스트는 보통 오락용으로 이루어졌다. 현대의 정신 테스트는 19세기에 프랑스에서 시작되었다. 그것은 정신지체를 정신질환과 분리시키고, 두 집단 모두에 대한 무시, 고문, 조롱을 줄이는 데 기여했다.
영국인 프란시스 갈튼은 정신측정학과 우생학이라는 용어를 만들어냈고, 비언어 감각운동 테스트에 기초한 지능 측정 방법을 개발했다. 처음에는 인기가 있었으나, 대학 성적 등 결과와 관계가 없다는 사실이 밝혀진 후 버려졌다. 프랑스의 심리학자 알프레드 비넷은 심리학자인 빅토르 앙리, 테오도레 사이먼과 함께 약 15년간의 개발 끝에 1905년에 언어 능력에 초점을 맞춘 비네-시몬 테스트를 발표하였다. 그것은 어린이들의 정신지체를 식별하기 위한 것이었다.
성격검사의 기원은 18~19세기까지 거슬러 올라가는데, 이때는 사람의 외모를 기준으로 인격을 평가한 망상학, 인간 두개골의 측정, 관상학 등을 통해 인격을 평가한 것이다. 이러한 초기의 의사 과학 기술은 결국 20세기에 더 경험적인 방법으로 대체되었다. 가장 초기의 현대적 성격 테스트 중 하나는 울워스 성격 데이터시트였는데, 울워스 인성 데이터시트는 1차 세계대전을 위해 개발되었고 새로운 드라프테들의 정신감정에 이용되었다

## 원칙
다양한 심리 검사는 빠른 웹 기반이나 잡지 설문지와 대조적으로, 활발한 연구 개발을 거쳐 적절한 심리 검사를 실시한다. 적절한 심리 검사는 다음과 같이 구성된다.
- 표준화 - 모든 절차와 단계는 동일한 환경에서 일관성 있게 수행하여 시험하는 절차로부터 동일한 시험 성능을 달성할 수 있어야 한다.

- 객관성 - 주관적 판단과 편향이 최소화되도록 점수 매김. 각 시험자의 결과가 동일한 방법으로 도출되어야 한다.

- 시험 규정 - 비교점이나 기준 프레임을 설정하여 한 개인의 성과를 다른 개인의 결과와 비교할 수 있는 대규모 그룹의 평균 시험 점수와 일치해야 한다.

- 신뢰성 - 여러 번의 시험 후 동일한 결과 획득할 수 있어야 한다.

- 유효성 - 시행 중인 시험의 유형은 측정하고자 하는 바를 측정할 수 있어야 한다[11].

## 점수 해석
심리 테스트는 인간의 특징에 대한 많은 측정과 마찬가지로 표준 참조 또는 기준 참조 방식으로 해석할 수 있다. 규범이란 한 인구를 통계적으로 나타낸 것이다. 표준 기준 점수 해석은 개인의 시험 결과를 모집단의 통계적 표현과 비교한다. 실제로 모집단을 시험하는 대신 대표적인 표본이나 그룹을 시험한다. 이것은 집단규범이나 규범집단을 제공한다. 규범을 나타내는 한 가지로는 벨 곡선("정상 곡선"이라고도 한다)이 있다. 규범은 표준화된 심리 테스트에 이용할 수 있으며, 개인의 점수가 그룹 규범과 어떻게 비교되는지를 이해할 수 있다. 표준 참조 점수는 일반적으로 표준 점수(z) 척도 또는 이를 취소한 것으로 보고된다.
시험 점수의 기준 해석은 개인의 성과를 다른 개인의 수행 이외의 일부 기준에 비교한다. 예를 들어, 일반 학교 시험은 전형적으로 과목 영역과 관련하여 점수를 제공한다; 학생은 지리 시험에서 80%를 받을 수 있다. 기준 참조 점수 해석은 일반적으로 심리 테스트보다는 성취도 테스트에 더 적합하다.
종종, 시험 점수는 두 가지 방법으로 해석될 수 있다; 지리 시험에서 80%의 질문에 정확하게 대답하는 것은 84번째 백분위수(즉, 학생이 83% 이상의 성적을 냈고 16% 이상의 학우들) 또는 1.0 또는 심지어 2.0의 표준 점수를 받게 할 수 있다.

## 분류
미국 국립 의학 도서관(NLM)이 제시하는 일반적인 대분류로는 적성검사(Aptitude Tests), 인성검사(Personality Tests ), 신경심리검사(Neuropsychological Tests)등으로 나뉜다. 한편 지능검사(Intelligence Tests)는 NLM기준 적성검사의 하위분류에 속해있으나 유일한 차상위분류이기도 하다.

### IQ/성취 테스트
IQ 테스트는 지능 측정으로, 성취 테스트는 능력의 사용과 개발 수준에 대한 측정이다. IQ(또는 인지) 시험과 성취도 시험은 일반적인 표준 참조 시험이다. 이러한 유형의 시험에서는 평가 대상자에게 일련의 과제를 제시하고, 신중하게 규정된 지침에 따라 그 사람의 반응을 등급을 매긴다. 시험이 완료된 후, 결과를 컴파일하여 보통 평가 대상자와 같은 나이 또는 등급의 사람들로 구성된 표준 그룹의 반응과 비교할 수 있다. 일련의 과제를 포함하는 IQ 테스트는 일반적으로 과제를 구두(언어 사용에 대한 응답)와 성과 또는 비언어적(눈-손의 작업 유형 또는 기호나 물체의 사용에 따라)으로 나눈다. 언어 IQ 테스트 작업의 예로는 어휘와 정보(일반 지식 질문에 대한 응답)가 있다. 비언어적 예로는 퍼즐(객체 조립)의 시간적 완료와 패턴(매트릭스 추론)에 맞는 이미지 식별이 있다.

### 공공 안전 취업 시험
공공 안전 분야(예: 소방, 법 집행, 교정, 응급 의료 서비스) 내의 직장은 종종 전체 직급에 걸쳐 초기 고용과 진보를 위한 산업 및 조직 심리학 시험을 요구한다. National Firefighter Selection Inventory - NFSI, National Criminal Justice Officer Selection Inventory - NCJOSI 및 무결성 Inventory는 이러한 테스트의 대표적인 예다.

### 태도 시험
태도 시험은 이벤트, 사람 도는 개체에 대한 개인의 감정을 평가한다. 애티 튜드 규모 마케팅에 브랜드거나, 항목에 대해 개별적으로(, 그룹)선호도 결정하는데 사용된다. 일반적으로의 태도가 시험 중 써스톤 척도, 또는 리커트 척도 특정한 항목을 측정하기 위해 사용한다.

### 신경심리학 검사
이러한 테스트는 특정 뇌 구조나 경로에 연결된 것으로 알려진 심리적 기능을 측정하기 위해 특별히 설계된 작업으로 구성된다. 신경심리학적 테스트는 신경인식 기능에 영향을 미치는 것으로 알려진 부상이나 질병 후 손상을 평가하기 위해 임상 환경에서 사용될 수 있다. 연구에 사용될 때, 이러한 테스트는 실험 그룹들 간의 신경정신학적 능력을 대조하는 데 사용될 수 있다.
유아와 미취학 아동은 의사소통 능력이 제한적이기 때문에 심리학자들은 전통적인 테스트를 통해 그들을 평가할 수 없다. 따라서, 많은 테스트들은 단지 6세 전후의 아이들을 위해 고안되었다. 이러한 테스트는 대개 반사 및 발달 이정표의 평가에서 감각 및 운동 기술, 언어 기술 및 단순한 인지 기술에 이르기까지 연령에 따라 다르다.
이 연령 그룹에 대한 일반적인 테스트는 다음과 같이 분류된다. 유아 능력, 취학 전 지능 및 학교 준비 상태. 일반적인 유아 능력 테스트는 다음을 포함한다. 영아의 발달 진척도를 측정하는 GDS(Gesell Developmental Schedules), 신생아의 행동, 반사, 반응을 평가하는 신생아 행동 평가 척도(NBAS), 영아의 지적 능력을 평가하는 정신 발달의 순서 척도(OSPD), 정신 능력과 운동 능력을 시험하는 베이리-III가 있다.
일반적인 유치원 지능 테스트에는 유아 IQ 테스트와 유사한 어린이 능력(MSCA), 학습 장애를 테스트하는 데 사용할 수 있는 차등 능력 척도(DAS), Wechsler President School and Primary Scale of Intelligence-III(WPPSI-III), Stanford-Binet Intelligence Scale이 포함된다. IQ 테스트의 유아 버전과 인식 메모리를 테스트하는 FTII(Fagan Test of Infant Intelligence)로 볼 수 있다.
마지막으로, 몇몇 일반적인 학교 준비 시험은 다음과 같다: 운동, 인지, 언어 능력을 평가하는 학습-III(DIAL-III), 운동, 사회, 언어 능력을 평가하는 덴버 II, 그리고 어린이의 가정 내 환경 측정을 위한 홈 관찰(HOME)이 있다.victory는 학교 준비를 용이하게 한다.
유아와 취학 전 평가는, 어린 시절이나 어른의 능력을 예측하지 못하기 때문에, 아이가 발달 지연이나 장애를 겪고 있는지 테스트하는 데 주로 유용하다. 그들은 또한 개인의 지능과 능력을 시험하는데 유용하며, 앞서 언급한 것처럼 학교 준비 상태를 테스트하고 어떤 아이들이 학교에서 더 힘들어할지를 결정하기 위해 특별히 고안된 몇 가지 사항들이 존재한다.

### 성격 검사
성격에 대한 심리적 척도는 종종 객관적 시험이나 돌출적 시험(투영 검사법)으로 묘사된다. '객관적 시험'과 '프로젝트 시험'이라는 용어는 최근 '인성평가 저널'에 비판의 대상이 되고 있다. 각각 "객관적 시험"과 "프로젝트 시험"이라는 용어가 아닌, 보다 서술적인 "평가 규모나 자기 보고 대책"과 "무료 대응 대책"을 제안한다.

### 객관적 검사
목표 시험은 순서 척도를 사용한 등급이나 참 또는 거짓 답변을 허용하는 것과 같은 제한된 응답 형식을 가진다. 객관적 성격 테스트의 두드러진 예로는 미네소타 다단계 성격 인벤토리, 밀론 임상 다축증 목록-IV, 아동 행동 검사 목록, 증상 검사 목록 90 및 벡 우울증 인벤토리가 있다. 목표 성격 테스트는 모두 FFM(빅 5 셩격요소 분류법)에 기반한 NEO-PI, 16PF, OPQ(Occupational Personality Questester)와 같은 잠재적인 직원을 위해 비즈니스에 사용하도록 설계될 수 있다. 정상적인 성격의 5가지 요소 모델인 5가지 요소는 일부 영향력 있는 메타분석(예: 배릭 & 마운트1991년)이 빅 5 성격 요소와 중요한 기준 변수 사이의 일관된 관계를 발견한 1990년대 초부터 받아들여졌다.

### 투사 검사법
투사 검사법(투영 검사법)은 더 자유로운 유형의 반응을 허용한다. 이것의 예로는 로르샤흐 테스트가 있는데, 로르샤흐 테스트는 한 사람이 10개의 잉크 블롯 각각이 무엇인지를 기술하는 것이다.
1900년대 후반부터 발생한 발사시험의 이론적 가정들에 대한 의구심과 함께, 발사시험은 1900년대 전반기에 성장산업이 되었다. 일부 투사형 시험은 관리에 더 많은 시간이 소요되고 신뢰성과 유효성에 논란이 있기 때문에 오늘날 덜 자주 사용된다.
개선된 샘플링과 통계적 방법이 개발됨에 따라, 투사 시험의 효용과 유효성에 관한 많은 논란이 일어났다. 사람들의 특성을 평가하기 위해 표준과 통계보다는 임상적 판단을 사용하는 것은 발사체가 불충분하고 신뢰할 수 없다는 비판을 불러일으켰다(시험 결과가 같은 사람에게 주어질 때마다 너무 다르다). 그러나 보다 엄격한 과학 연구에 의해 뒷받침되는 보다 객관적인 채점과 해석 시스템이 등장함에 따라, 많은 실무자들은 계속해서 투사 시험에 의존하고 있다. 투사 시험은 다른 방법을 추적하기 위해 추론을 작성하는 데 유용할 수 있다. 로르샤흐에 가장 널리 사용되는 채점 체계는 득점 엑너 시스템이다. 또 다른 일반적인 돌출 테스트는 테마틱 Apperception Test(TAT)로, Westen의 사회적 인식 및 개체 관계 척도 및 Phebe Cramer's Defen Mechanism Manual로 점수를 매긴다. "등급 척도"와 "무료 대응" 대책 모두, 전자를 향한 경향과 함께, 현대의 임상 실습에서 사용되고 있다.
다른 돌출 테스트로는 하우스-트리-퍼슨 테스트, 동물 은유 테스트 등이 있다.

### 성 검사
성리학 분야에서 특별히 의도된 시험의 수는 상당히 제한적이다. 성리학 분야는 개인적이든 관계적인 것이든 관계없이 불편함, 문제 또는 기능장애의 다양한 측면을 검사하기 위해 각기 다른 심리 평가 장치를 제공한다.

### 직접 관찰 테스트
대부분의 심리 테스트는 "등급"이나 "자유 대응" 대책이지만, 심리 평가는 활동을 완료함에 따라 사람들의 관찰도 수반할 수 있다. 이러한 유형의 평가는 보통 실험실의 가족, 가정 또는 교실에 있는 아이들과 함께 수행된다. 그 목적은 아동들의 지나치게 적극적이거나 공격적인 교실 행동의 사전 간섭 기준을 설정하거나 관계적 장애를 이해하기 위해 부모와 자식의 상호 작용의 성격을 관찰하는 것과 같은 임상적일 수 있다. 직접 관찰 절차는 연구에 사용되기도 하는데, 예를 들어 심령 내 변수와 특정 대상 행동의 관계를 연구하거나 행동 상호작용의 순서를 탐구하기 위해 사용된다.
부모-칠드 상호 작용 평가-II(PCIA)는 학령 아동 및 부모와 함께 사용되는 직접 관찰 절차의 한 예다. 부모와 아이들은 가짜 동물원에서 놀고 있는 모습을 비디오로 녹화하고 있다. 부모-칠드 조기 관계 평가는 부모와 어린 아이들을 연구하기 위해 사용되며, 먹이주기 및 퍼즐 과제를 포함한다. 맥아더 스토리 스템 배터리(MSSB)는 어린이들로부터 내레이션을 이끌어내기 위해 사용된다. 다원형 부모-칠드 상호 작용 부호화 시스템-II는 자녀들이 부모의 명령을 따르는 정도를 추적하며, 반대편 방어 장애가 있는 아동과 그 부모들의 연구에 잘 적합하다.

### 흥미 검사
시험사람의 흥미와 선호도를 평가하기 위한 심리 테스트. 이 테스트들은 주로 진로 상담에 사용된다. 흥미시험에는 지원자가 선호하는 일상 활동에 관한 항목이 포함된다. 그 근거는 어떤 사람이 특정 직업에서 성공한 사람들과 같은 흥미와 선호의 패턴을 보인다면, 시험을 보는 사람이 그 직업에서 만족을 찾을 가능성이 높다는 것이다. 널리 사용되는 이자시험은 직업평가, 진로상담, 교육지도 등에 쓰이는 '강력이자 재고'이다.

### 적성 검사
심리 테스트는 사무적, 지각적, 수치적 또는 공간적 적성과 같은 특정한 능력을 측정한다. 때때로 이러한 시험은 특정 직업에 특별히 설계되어야 하지만 일반 사무 및 기계적 적합성, 또는 일반적인 학습 능력을 측정하는 시험도 있다. 직업적 적성검사의 예로는 미네소타 성검사가 있는데, 이 시험은 다양한 사무적 업무를 수행하는 데 필요한 지각 속도와 정확도를 측정한다. 그밖에 널리 사용되는 적성검사로는 언어추론, 수치능력, 추상적 추리, 사무적 속도와 정확성, 기계적 추론, 우주관계, 철자법, 언어사용 등을 평가하는 커리어스코프(Careerscope), 차등검정(DAT) 등이 있다. 적합성에 대한 또 다른 널리 사용되는 시험은 이상한 시험이다. 이러한 적성들은 특정 직업과 관련이 있다고 여겨지며, 선발과 채용뿐만 아니라 진로 지도에도 사용된다.

## 아동의 심리검사
아동의 심리검사는 아동의 심리상태인 지능,인지능력,정서상태와 행동및발당상태를 평가하기위한 도구이며 가정환경에대한 고려 및 아동과의 상담결과를 포함한다.
아동심리검사에는 KPRC, CBCL, WISC 등의 객관적 검사기법이 있다.

## 대표적인 심리검사
대표적인 심리검사들은 크게 객관적 검사기법과 투사적 기법으로 나뉜다.
| 객관적 검사기법 | MMPI, 웩슬러 성인 지능 검사(WAIS) , MBTI, PAI, NEO-PI 등                                                     |
| 투사적 기법     | 로샤검사(Rorschach Inkblot Test), SCT, 주제통각검사(TAT), 벤더-게슈탈트 검사(BGT), 집-나무-사람 검사(HTP) 등 |

투사적 기법과 객관적 검사기법은  함께 심리검사 및 임상심리학에서 지속적으로 사용되온 심리측정도구이다.

## 이퀄라이저
오디오의 이퀄라이저는 주파수 대역별 볼륨에 의해 소리의 공간감과 음색등이 다양해지듯이 이를 시각적으로 드러내는 장치라고 한다면 심리검사의 측정치는 자기자신이라는 개인의 본질적 특성을 전제로 이에 최적화를 맞추어나가기 위한 이퀄라이저같은 하나의 도구로 인식할 필요성이 있다.
많은 심리학 전문가들은 이러한 맥락에서 당사자인 피검자뿐만 아니라 심리검사자 역시 심리검사의 통합적인 면을 고려하는 합리적인 질문없이 단편적이고 고립된 심리검사의 결과에 분별력없는 신뢰도를 형성하는 것은 객관적으로 심리적 부담을 지원해야 하는 심리검사의 취지에 반한다는 점에서 심각한 결과를 초래할 수 있다는 점을 간과해서는 안 된다고 지적한다.

## 테스트 보안
테스트 보안(Test security)을 위해 많은 심리 테스트 및 심리 교육 테스트가 일반인에게 제공 및 공개되지 않는다. 테스트 게시자(또는 출판사)는 테스트에 액세스할 수 있는 권한있는 사람을 제한한다. 심리검사 허가 위원회는 또한 심리학자 면허를 통해서 테스트에 대한 접근을 제한한다. 테스트 게시자(publisher)는 저작권 및 직업 윤리 모두에서 테스트를 보호해야 한다고 권고한다. 게시자는 교육 및 전문 자격을 입증한 사람에게만 테스트의 사용권한을 제공한다. 사용자(및 구매자)는 게시자가 허용하지 않는 한 일반인에게 테스트 답변이나 테스트 자체를 제공하지 않을 법적 의무가 있다.
국제 심리 학회 및 시험 게시자의 국제 협회인 국제시험위원회(ITC,International Test Commission)는 '개인의 테스트 성과에 불공정하게 영향을 미칠 수 있는'(might unfairly influence their test performance) 그러한 '개인 코칭'(coaching individuals)을 금지하고 있으며 시험 기술(test techniques)을 공개적으로 설명하지 않을 뿐만아니라 시험 기술과 관련된 내용을 공개하지 않음으로써  시험의 '무결성 보호'(protect the integrity)를 위한 조치를 규정하는 '시험 사용을 위한 국제 지침'(International Guidelines for Test Use)을 발표하고 있다.

## 같이 보기
- 심리평가
- 볼더 모델
- 심리테스트 모음